# 割賦販売法
割賦販売法（かっぷはんばいほう、昭和36年7月1日法律第159号）は、割賦販売等に係る取引の公正の確保、購入者等が受けることのある損害の防止およびクレジットカード番号等の適切な管理に必要な措置を講ずることにより、割賦販売等に係る取引の健全な発達を図るとともに、購入者等の利益を保護し、あわせて商品等の流通および役務の提供を円滑にし、もって国民経済の発展に寄与すること（第1条）に関する日本の法律である。
当初は、現金販売を行う小売り事業者と割賦販売を行う事業者との間の取引秩序を図ることを主眼とする法律であったが、後の改正により、購入者等の利益を保護することを目的として追加するとともに、民事的効力に関する規定を盛り込んだ。消費者信用のうち販売信用に関して規定する中心的な法律である。
主務官庁は経済産業省商務情報政策局消費・流通政策課で、特定商取引法を所管する消費者庁取引対策課や貸金業法を所管する金融庁総合政策局リスク分析総括課と連携して執行にあたる。

## 概要
割賦販売とは、売買代金を分割して２月以上の期間にわたり、かつ、３回以上に分割（通常は毎年あるいは毎月（月賦販売））して支払うことを約束した売買をいう。
割賦販売には、ある程度代金が積み上がってから買主に目的物を引き渡す場合（前払い式、一例：百貨店の友の会）と、最初に目的物を買主に引き渡してしまう場合（後払い式 = 信用販売）がある。
前者の場合については、目的物を引き渡さない間に売主が倒産してしまうと、大勢の買主に迷惑を及ぼす。後者の場合には、売主が代金債権を担保するため、所有権留保を行ったり、違約罰を定めたりするなど、とかく経済的地位が劣り事情に疎い買主に不利過酷な条件が付されがちである。そこで、割賦販売法によって割賦販売に規制をかけることが要請された。

## 内容
割賦販売、ローン提携販売、信用購入あっせん（いわゆるクレジットのこと）の大きく3類型に分けて規制している。
- 割賦販売　いわゆる自社割賦をさす。指定商品、指定権利、指定役務を購入者から2月以上にわたり3回以上に分割してあるいはリボルビング方式で代金の弁済を受ける受領販売形態。
- ローン提携販売　カード等を利用者に交付し、カード等を提示することで指定商品、指定権利、指定役務の代金について購入者がローン業者から融資を受け借入金については購入者が2月以上にわたり3回以上に分割しあるいはリボルビング方式で返済するもので、購入者が融資を受けるにあたり販売業者等がローン会社に対し保証を行う販売形態。
- 包括信用あっせん販売（包括クレジット）　いわゆるクレジットカードによる１回払いを除いた支払のことをさす。カード等を交付し、カードの提示を受けて商品、指定権利、役務の代金についてカード会社が販売業者等が立て替え払いを受けることで商品、権利、役務を販売（提供）すること（2月を超えない範囲で代金の支払いを受けるものを除きリボルビング方式は含む）。
- 個別信用あっせん販売（個別クレジット）　カード等を利用することなくクレジット会社が特定の商品等の販売代金等を立替払いし，商品、権利、役務を販売（提供）すること（2月を超えない範囲内で代金の支払いを受けるものを除く）。

### 主な規制
ここでは主として包括信用あっせん販売を中心に説明する。
- 包括信用あっせん販売条件の明示
- 包括支払可能見込額を超える場合のカード等の交付等の禁止（クレジットの総量規制）
  - 包括支払可能見込額　主として自己の居住の用に供する住宅等を売却したり担保に入れる必要がなく、かつ、生活維持費（最低限度の生活を維持するために必要な1年分の費用をさす。）に充てるべき金銭を使用することなく、利用者が包括信用購入あっせんに係る購入又は受領の方法により購入しようとする商品若しくは指定権利の代金又は受領しようとする役務の対価に相当する額の支払に充てることができると見込まれる一年間当たりの額をさす
- 書面の交付義務
- 契約の解除、損害賠償額の制限
  - 契約の解除は、滞納時において書面で20日以上猶予をおいて催告してからでなければ解除できない。
  - 購入者に対する支払遅滞による損害賠償額は、残金全額に商事法定利率である年6分の割合による遅延損害金の額を超えることはできない（リボルビング方式を除く）。
- クレジット会社に対する抗弁権
  - 販売店に対し消費者が有している抗弁事由をクレジット会社に対しても主張することができる制度。たとえば、販売店が約束した商品を納入しない場合、消費者はクレジット会社に対して代金の支払いを拒むことができる。
  - ただし、支払総額が4万円以上（リボルビング方式は3万8000円以上）のものに限る。
  - ローン提携販売についてもローン提供業者に対して準用されている。
- クレジット会社に対する登録制度

その他、割賦販売、ローン提携販売については政令で定める指定商品、指定役務に限定されて条件の明示、書類の交付、契約の解除の制限等の規制、前払い式割賦販売業の許可制などの規制がなされている。個別クレジットに関しては特商法に準じたクーリング・オフ制度、過量販売による取消権、不実告知等による既払い金の返還、登録制度、個別支払可能見込額を超えた与信契約の禁止、加盟店のクレジット会社による審査義務などが定められた。

### 構成
- 第一章　総則（第一条・第二条）
- 第二章　割賦販売 
  - 第一節　総則（第三条―第八条）
  - 第二節　割賦販売の標準条件（第九条・第十条）
  - 第三節　前払式割賦販売（第十一条―第二十九条）
- 第二章の二　ローン提携販売（第二十九条の二―第二十九条の四）
- 第三章　信用購入あつせん 
  - 第一節　包括信用購入あつせん 
    - 第一款　業務（第三十条―第三十条の六）
    - 第二款　包括信用購入あつせん業者の登録等（第三十一条―第三十五条の三）

  - 第二節　個別信用購入あつせん 
    - 第一款　業務（第三十五条の三の二―第三十五条の三の二十二）
    - 第二款　個別信用購入あつせん業者の登録等（第三十五条の三の二十三―第三十五条の三の三十五）

  - 第三節　指定信用情報機関 
    - 第一款　通則（第三十五条の三の三十六―第三十五条の三の三十九）
    - 第二款　業務（第三十五条の三の四十―第三十五条の三の四十九）
    - 第三款　監督（第三十五条の三の五十―第三十五条の三の五十五）
    - 第四款　加入包括信用購入あつせん業者及び加入個別信用購入あつせん業者（第三十五条の三の五十六―第三十五条の三の五十九）

  - 第四節　適用除外（第三十五条の三の六十）
- 第三章の二　前払式特定取引（第三十五条の三の六十一・第三十五条の三の六十二）
- 第三章の三　指定受託機関（第三十五条の四―第三十五条の十五）
- 第三章の四　クレジットカード番号等の適切な管理等（第三十五条の十六・第三十五条の十七） 
  - 第一節　クレジットカード番号等の適切な管理（第三十五条の十六・第三十五条の十七）
  - 第二節　クレジットカード番号等取扱契約（第三十五条の十七の二―第三十五条の十七の十五）
- 第三章の五　認定割賦販売協会（第三十五条の十八―第三十五条の二十四）
- 第四章　雑則（第三十六条―第四十八条）
- 第五章　罰則（第四十九条―第五十五条の三）
- 附則

### 指定商品・指定権利・指定役務
割賦販売法施行令（昭和三十六年十一月一日政令第三百四十一号）1条に定める指定商品・指定権利・指定役務は、次の通り。
- 別表第一（第一条関係） 
  - 一 動物及び植物の加工品（一般の飲食の用に供されないものに限る。）であつて、人が摂取するもの（医薬品（医薬品医療機器等法（昭和三十五年法律第百四十五号）第二条第一項の医薬品をいう。以下同じ。）を除く。）
  - 二 真珠並びに貴石及び半貴石
  - 三 幅が十三センチメートル以上の織物
  - 四 衣服（履物及び身の回り品を除く。）
  - 五 ネクタイ、マフラー、ハンドバッグ、かばん、傘、つえその他の身の回り品及び指輪、ネックレス、カフスボタンその他の装身具
  - 六 履物
  - 七 床敷物、カーテン、寝具、テーブル掛け及びタオルその他の繊維製家庭用品
  - 八 家具及びついたて、びょうぶ、傘立て、金庫、ロッカーその他の装備品並びに家庭用洗濯用具、屋内装飾品その他の家庭用装置品（他の号に掲げるものを除く。）
  - 九 なべ、かま、湯沸かしその他の台所用具及び食卓用ナイフ、食器、魔法瓶その他の食卓用具
  - 十 書籍
  - 十一 ビラ、パンフレット、カタログその他これらに類する印刷物
  - 十二 シャープペンシル、万年筆、ボールペン、インクスタンド、定規その他これらに類する事務用品
  - 十三 印章
  - 十四 太陽光発電装置その他の発電装置
  - 十五 電気ドリル、空気ハンマその他の動力付き手持ち工具
  - 十六 ミシン及び手編み機械
  - 十七 農業用機械器具（農業用トラクターを除く。）及び林業用機械器具
  - 十八 農業用トラクター及び運搬用トラクター
  - 十九 ひよう量二トン以下の台手動はかり、ひよう量百五十キログラム以下の指示はかり及び皿手動はかり
  - 二十 時計（船舶用時計、塔時計その他の特殊用途用の時計を除く。）
  - 二十一 光学機械器具（写真機械器具、映画機械器具及び電子応用機械器具を除く。）
  - 二十二 写真機械器具
  - 二十三 映画機械器具（八ミリ用又は十六ミリ用のものに限る。）
  - 二十四 事務用機械器具（電子応用機械器具を除く。）
  - 二十五 物品の自動販売機
  - 二十六 医療用機械器具
  - 二十七 はさみ、ナイフ、包丁その他の利器、のみ、かんな、のこぎりその他の工匠具及びつるはし、ショベル、スコップその他の手道具
  - 二十八 浴槽、台所流し、便器その他の衛生器具（家庭用井戸ポンプを含む。）
  - 二十九 浄水器
  - 三十 レンジ、天火、こんろその他の料理用具及び火鉢、こたつ、ストーブその他の暖房用具（電気式のものを除く。）
  - 三十一 はん用電動機
  - 三十二 家庭用電気機械器具
  - 三十三 電球類及び照明器具
  - 三十四 電話機及びファクシミリ
  - 三十五 インターホーン、ラジオ受信機、テレビジョン受信機及び録音機械器具、レコードプレーヤーその他の音声周波機械器具
  - 三十六 レコードプレーヤー用レコード及び磁気的方法又は光学的方法により音、影像又はプログラムを記録した物
  - 三十七 自動車及び自動二輪車（原動機付き自転車を含む。）
  - 三十八 自転車
  - 三十九 運搬車（主として構内又は作業場において走行するものに限る。）、人力けん引車及び畜力車
  - 四十 ボート、モーターボート及びヨット（運動用のものに限る。）
  - 四十一 パーソナルコンピュータ
  - 四十二 網漁具、釣漁具及び漁綱
  - 四十三 眼鏡及び補聴器
  - 四十四 家庭用の電気治療器、磁気治療器及び医療用物質生成器
  - 四十五 コンドーム
  - 四十六 化粧品
  - 四十七 囲碁用具、将棋用具その他の室内娯楽用具
  - 四十八 おもちゃ及び人形
  - 四十九 運動用具（他の号に掲げるものを除く。）
  - 五十 滑り台、ぶらんこ及び子供用車両
  - 五十一 化粧用ブラシ及び化粧用セット
  - 五十二 かつら
  - 五十三 喫煙具
  - 五十四 楽器
- 別表第一の二 （第一条関係） 
  - 一 人の皮膚を清潔にし若しくは美化し、体型を整え、又は体重を減ずるための施術を受ける権利
  - 二 保養のための施設又はスポーツ施設を利用する権利
  - 三 語学の教授（学校教育法（昭和二十二年法律第二十六号）第一条に規定する学校、同法第八十二条の二に規定する専修学校若しくは同法第八十三条第一項に規定する各種学校の入学者を選抜するための学力試験に備えるため又は同法第一条に規定する学校（大学を除く。）における教育の補習のための学力の教授に該当するものを除く。）を受ける権利
  - 四 学校教育法第一条に規定する学校（小学校及び幼稚園を除く。）、同法第八十二条の二に規定する専修学校若しくは同法第八十三条第一項に規定する各種学校の入学者を選抜するための学力試験（次号及び別表第一の三において「入学試験」という。）に備えるため又は学校教育（同法第一条に規定する学校（大学及び幼稚園を除く。）における教育をいう。次号及び別表第一の三において同じ。）の補習のための学力の教授（次号に規定する場所以外の場所において提供されるものに限る。）を受ける権利
  - 五 入学試験に備えるため又は学校教育の補習のための学校教育法第一条に規定する学校（大学及び幼稚園を除く。）の児童、生徒又は学生を対象とした学力の教授（役務提供事業者の事業所その他の役務提供事業者が当該役務提供のために用意する場所において提供されるものに限る。）を受ける権利
  - 六 電子計算機又はワードプロセッサーの操作に関する知識又は技術の教授を受ける権利
  - 七 結婚を希望する者を対象とした異性の紹介を受ける権利
- 別表第一の三 （第一条関係） 
  - 一 人の皮膚を清潔にし若しくは美化し、体型を整え、又は体重を減ずるための施術を行うこと。
  - 二 保養のための施設又はスポーツ施設を利用させること。
  - 三 家屋、門又は塀の修繕又は改良
  - 四 語学の教授（学校教育法第一条に規定する学校、同法第八十二条の二に規定する専修学校若しくは同法第八十三条第一項に規定する各種学校の入学者を選抜するための学力試験に備えるため又は同法第一条に規定する学校（大学を除く。）における教育の補習のための学力の教授に該当するものを除く。）
  - 五 入学試験に備えるため又は学校教育の補習のための学力の教授（次号に規定する場所以外の場所において提供されるものに限る。）
  - 六 入学試験に備えるため又は学校教育の補習のための学校教育法第一条に規定する学校（大学及び幼稚園を除く。）の児童、生徒又は学生を対象とした学力の教授（役務提供事業者の事業所その他の役務提供事業者が当該役務提供のために用意する場所において提供されるものに限る。）
  - 七 電子計算機又はワードプロセッサーの操作に関する知識又は技術の教授
  - 八 結婚を希望する者を対象とした異性の紹介
  - 九 家屋における有害動物又は有害植物の防除
  - 十 技芸又は知識の教授（第四号から第七号までに掲げるものを除く。）

## 平成20年 (2008年) 6月改正の概要
「指定商品・指定役務制」の廃止
旧法では規制対象とする商品や役務(＝サービス)を指定していたが、今回の改正では指定制度を廃止し、クーリングオフ等になじまないごく一部を除いた全ての商品・役務を規制対象とする。
クレジット契約の規制を強化
これまでの「2か月以上かつ3回払い以上」の分割払いのクレジット契約に加えて、「2か月を超える1回払い、2回払い」も規制対象とする。個別クレジットを行う事業者は登録制とし、立入検査、改善命令など、行政による監督規定を導入する。個別クレジット業者に、訪問販売等を行う加盟店の勧誘行為について調査することを義務づけ、不適正な勧誘があれば消費者への与信を禁止する。
与信契約をクーリングオフすれば販売契約も同時にクーリングオフされるようになった。訪問販売業者等が虚偽説明等による勧誘や過量販売を行った場合、個別クレジット契約も解約し、既に支払ったお金の返還も請求可能とする。クレジット業者に対し、指定信用情報機関を利用した支払能力調査を義務づけ、消費者の支払能力を超える与信契約の締結を禁止する。クレジット会社等に対して、個人情報保護法ではカバーされていないクレジットカード情報の保護のために必要な措置を講じることを義務づけるとともに、カード番号の不正提供・不正取得をした者等を罰則の対象とする。クレジット取引の自主規制等を行う団体を認定する制度を導入する。

## 平成28年改正概要
クレジットカード不正使用対策
割賦販売法でカード情報の適切な管理義務を負う対象を、加盟店とペイメント・サービス・プロバイダー（決済代行業者）まで拡大。
相次ぐクレジットカード不正使用対策の為、2018年6月1日に加盟店に対して、信用照会端末をICカード決済対応を義務化。